# 서구 (대전광역시)

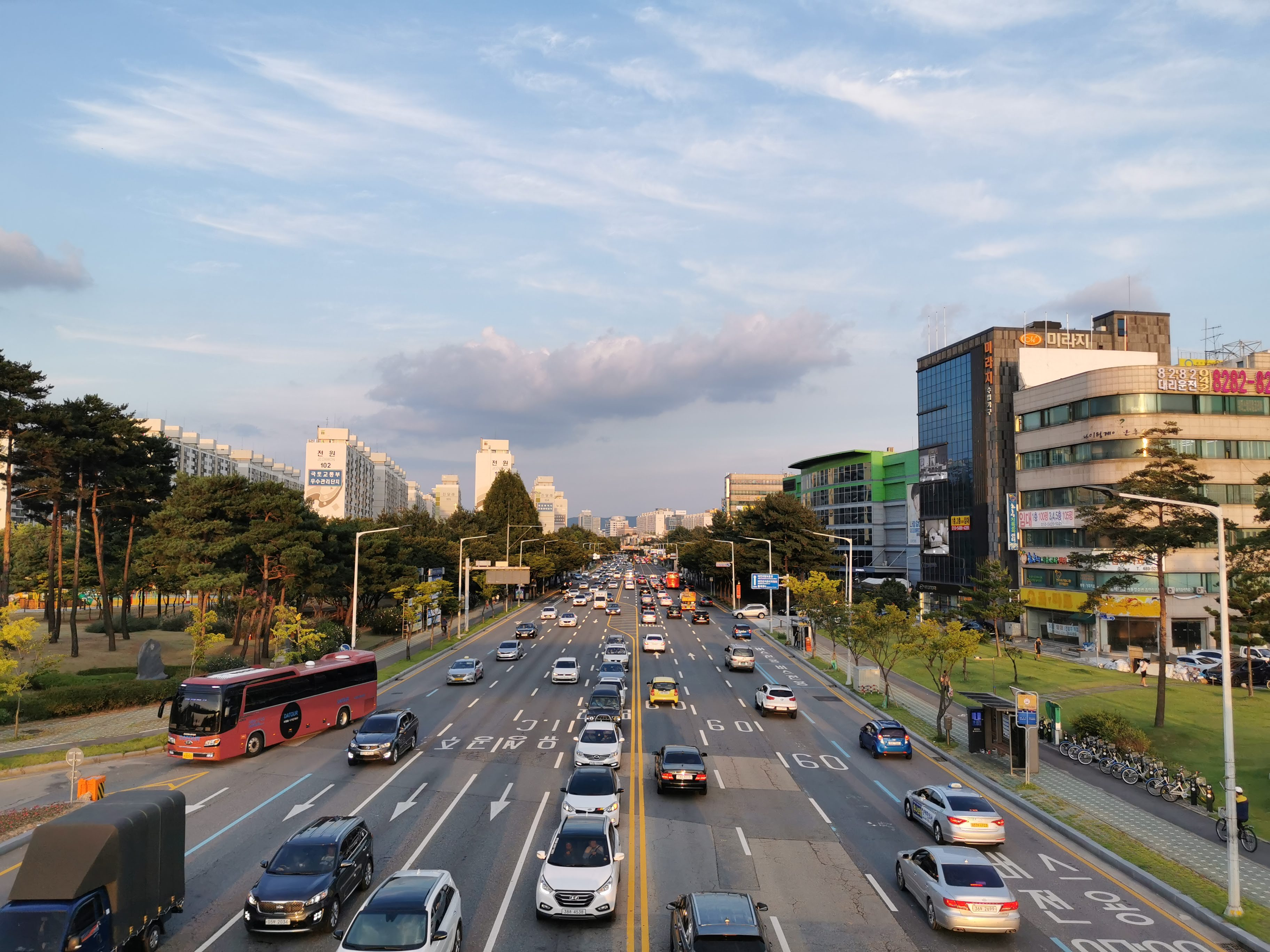
대전 서구의 한밭대로 전경

서구(西區)는 대전광역시의 구이다. 대전광역시청과 대전고등법원, 대전지방법원, 대전고등검찰청, 대전지방검찰청, 대전광역시경찰청, 대전광역시교육청 등이 위치한 대전의 중심지이다. 1988년 중구의 일부 동을 분할하여 서구가 설치되었는데, 둔산신도시의 개발로 인하여 관공서와 기업, 금융기관 등 업무지구를 형성하면서 대전의 도심이 되었다. 대한민국의 중앙행정기관인 관세청, 조달청, 통계청, 국가유산청, 산림청, 특허청, 기상청, 국가기록원, 특허심판원 등이 있는 정부대전청사와 방위사업청, 특허법원이 있는 행정도시이다.

## 역사
- 1988년 1월 1일 중구 중 복수동·안영동·도마동·정림동·변동·용문동·탄방동·삼천동·괴정동·가장동·내동·갈마동·둔산동·월평동·원내동·교촌동·대정동·용계동·학하동·계산동·가수원동·도안동·관저동·봉명동·구암동·덕명동·원신흥동·상대동·복룡동·장대동·갑동·노은동·지족동·죽동·궁동·어은동·구성동·문지동·전민동·원촌동·신성동·가정동·도룡동·장동·방현동·화암동·덕진동·하기동을 관할로 대전시 서구가 설치되었다.[2]
- 1989년 1월 1일 대전시가 대전직할시로 승격하면서, 유성구가 설치되어 서구의 북서부 지역(원내동·교촌동·대정동·용계동·학하동·계산동·봉명동·구암동·덕명동·원신흥동·상대동·복룡동·장대동·갑동·노은동·지족동·죽동·궁동·어은동·구성동·문지동·전민동·원촌동·신성동·가정동·도룡동·장동·방현동·화암동·덕진동·하기동)이 유성구로 분리되었고, 대덕군 기성면은 서구에 편입되었다.[3]
- 1991년 12월 1일 용문동을 삼천동으로 분동하였다.
- 1992년 9월 1일 도마2동을 정림동으로 분동하였다.
- 1993년 11월 1일 용문동을 탄방동으로, 삼천동을 둔산동으로, 갈마동을 월평동으로 각각 분동하였다.
- 1994년 7월 1일 월평동을 월평1동, 월평2동으로 분동하였다.
- 1995년 1월 1일 대전광역시 서구로 개칭하였다.
- 1996년 1월 1일 둔산동을 둔산1동, 둔산2동으로 분동하였다.
- 1996년 8월 20일 가장동을 내동으로 분동하였다.
- 1998년 1월 1일 월평1동을 월평3동으로, 월평2동을 만년동으로, 갈마동을 갈마1동, 갈마2동으로 각각 분동하였다.
- 2003년 2월 1일 가수원동을 관저동으로 분동하였다.
- 2005년 2월 4일 관저동을 관저1동, 관저2동으로 분동하였다.
- 2009년 5월 1일 법정동 삼천동을 둔산동으로 변경하고, 행정동 삼천동을 둔산3동으로 개칭하였다.[4]
- 2022년 6월 20일 가수원동을 도안동으로 분동하였다.

## 지리
서구는 대전의 중심부에서 서남부 지역에 걸쳐 길쭉한 모양으로 위치하고 있다. 서쪽 및 북쪽으로 유성구와, 동쪽으로 중구와 접하며, 일부는 대덕구와도 접한다. 중구 및 대덕구와는 유등천을 경계로 한다. 갑천은 서구의 한복판을 흘러 서구의 북쪽에서 유성구와 일부 경계를 이룬다.
서남쪽으로는 구봉산 등 산지가 자리 잡고 있으며, 그 이외는 대체로 평지이다.

## 행정 구역
2013년 12월 31일 기준 서구의 인구는 186,185세대, 502,167명이다. 등록 외국인은 3,250명이다. 행정구역은 24개의 행정동이 설치되어 있다.

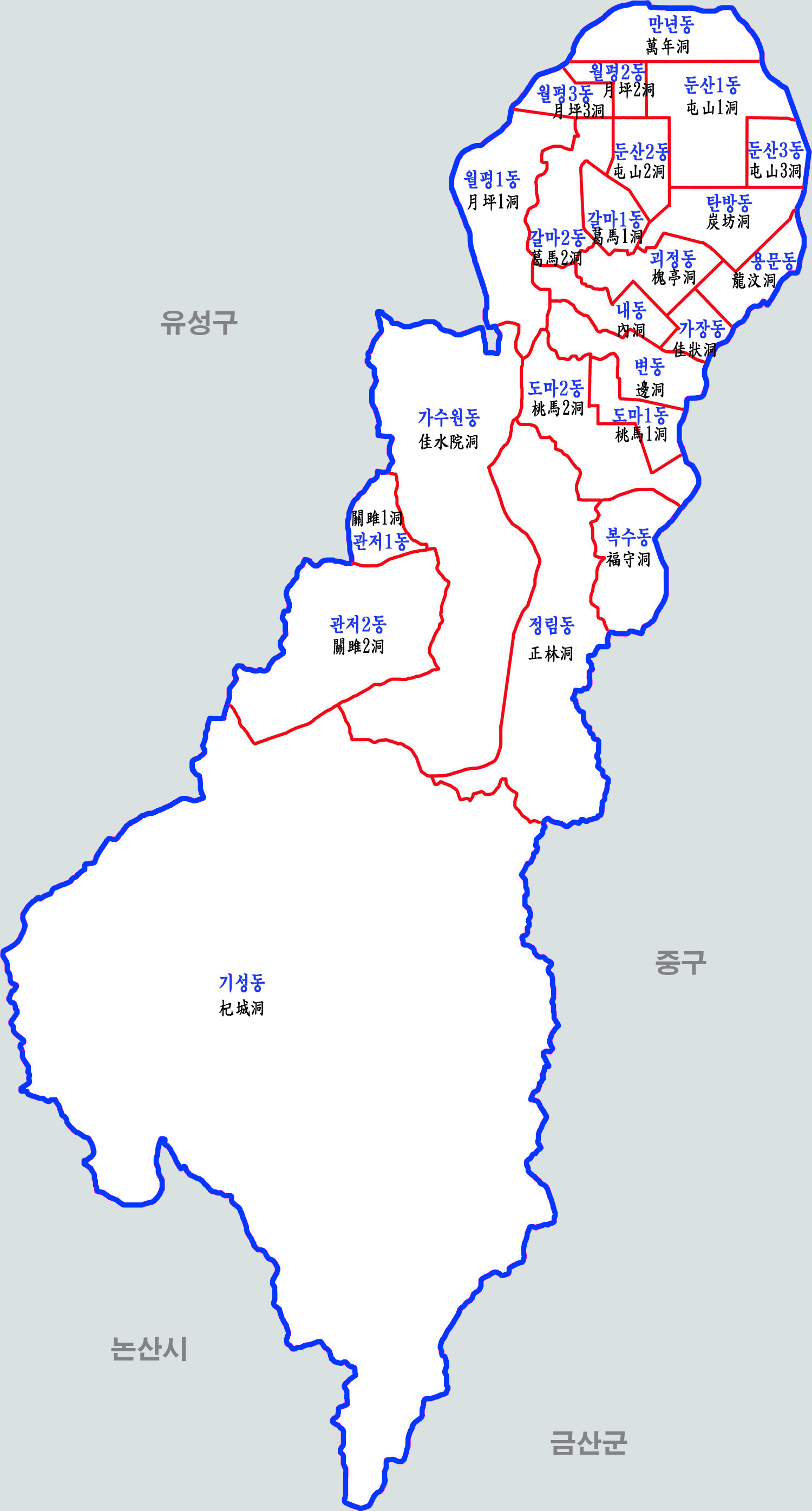
서구의 행정구역

| 행정동   | 한자     | 면적 (km2) | 세대    | 인구 (명) |
| -------- | -------- | ---------- | ------- | --------- |
| 복수동   | 福守洞   | 1.78       | 7,487   | 22,647    |
| 도마1동  | 挑馬1洞  | 1.63       | 8,334   | 20,470    |
| 도마2동  | 挑馬2洞  | 1.77       | 8,786   | 23,180    |
| 정림동   | 正林洞   | 6.04       | 6,485   | 19,461    |
| 변동     | 邊洞     | 1.48       | 7,463   | 19,052    |
| 용문동   | 龍汶洞   | 0.98       | 7,252   | 16,328    |
| 탄방동   | 炭坊洞   | 1.65       | 13,001  | 30,610    |
| 괴정동   | 槐亭洞   | 1.26       | 9,494   | 21,035    |
| 가장동   | 佳狀洞   | 0.57       | 5,012   | 14,064    |
| 내동     | 內洞     | 0.99       | 9,043   | 26,995    |
| 갈마1동  | 葛馬1洞  | 1.50       | 10,091  | 24,782    |
| 갈마2동  | 葛馬2洞  | 0.73       | 11,773  | 28,332    |
| 월평1동  | 月坪1洞  | 2.80       | 6,094   | 12,946    |
| 월평2동  | 月坪2洞  | 0.55       | 7,364   | 18,604    |
| 월평3동  | 月坪3洞  | 0.90       | 7,712   | 25,526    |
| 가수원동 | 佳水院洞 | -          | -       | -         |
| 도안동   | 道安洞   | -          | -       | -         |
| 관저1동  | 關雎1洞  | 1.04       | 5,475   | 16,748    |
| 관저2동  | 關雎2洞  | 4.59       | 10,586  | 33,434    |
| 기성동   | 杞城洞   | 49.16      | 1,661   | 4,419     |
| 둔산1동  | 屯山1洞  | 1.07       | 5,442   | 18,203    |
| 둔산2동  | 屯山2洞  | 2.40       | 13,557  | 41,598    |
| 둔산3동  | 屯山3洞  | 0.75       | 7,742   | 23,203    |
| 만년동   | 萬年洞   | 1.71       | 5,528   | 15,548    |
| 서구     | 西區     | 95.48      | 183,229 | 499,839   |

## 인구
| 연도   | 총인구    | ; |
| ------ | --------- | - |
| 1990년 | 211,675명 |   |
| 1995년 | 406,008명 |   |
| 2000년 | 470,327명 |   |
| 2005년 | 508,388명 |   |
| 2010년 | 498,524명 |   |
| 2015년 | 491,507명 |   |

## 구청
- 현재 서구청은 대전광역시 서구 둔산2동에 위치해 있다.

## 주요 기관
다음과 같은 전국 단위의 관공서 혹은 대전광역시 단위의 관공서들이 서구에 위치해 있다.
- 관세청 (정부대전청사)
- 조달청 (정부대전청사)
- 통계청 (정부대전청사)
- 병무청 (정부대전청사)
- 국가유산청 (정부대전청사)
- 산림청 (정부대전청사)
- 특허청 (정부대전청사)
- 기상청 (정부대전청사)
- 국가기록원 (정부대전청사)
- 특허심판원 (정부대전청사)
- 감사원 대전사무소 (정부대전청사)
- 대전청사관리소 (정부대전청사)
- 충남지방노동위원회 (정부대전청사)
- 대전지방공정거래사무소 (정부대전청사)
- 특허법원
- 방위사업청
- 국립자연휴양림관리소
- 통계교육원
- 통계개발원
- 대전광역시청
- 대전고등법원
- 대전가정법원
- 대전지방법원
- 대전고등검찰청
- 대전지방검찰청
- 대전광역시교육청
- 충청지방통계청
- 충청지방우정청
  - 대전둔산우체국
- 대전광역시경찰청
- 대전지방조달청
- 대전지방식품의약품안전청
- 대전지방보훈청
- 대전전파관리소
- 대전인권사무소
- 서대전세무서
- 한국산림복지진흥원
- 한국특허정보원
- 한국특허기술진흥원
- 한국통계정보원
- 신용협동조합중앙회 (신협중앙회, NACUFOK)
- 엽연초생산협동조합중앙회 (연협중앙회, KTGO
- 과학기술시설관리단
- 한국산림기술인회
- 한국산지보전협회
- 한국은행 대전세종충남본부
- 금융감독원 대전지원
- 금융결제원 대전사무소
- 한국토지주택공사 대전충남지역본부
- 한국자산관리공사 대전충남지역본부
- 한국가스안전공사 대전광역본부
- 신용보증기금 충청영업본부
- 기술보증기금 충청호남지역본부
- 한국환경공단 충청권환경본부
- 근로복지공단 대전지역본부
- 사립학교교직원연금공단 대전센터
- 한국교직원공제회 대전세종충남지부
- 한국관광공사 대전충남지사
- 한국농수산식품유통공사 대전충남지사
- 한국무역보험공사 대전세종충남지사
- 한국주택금융공사 서남권본부
- 건강보험심사평가원 대전지원
- 대한법률구조공단 대전지부
- 한국부동산원 충청지역본부
- 한국소비자원 대전세종충청지원
- 서구청
- 서구의회
- 대전서부경찰서
- 대전둔산경찰서
- 서구보건소

## 교육 기관
- 사립대학교

|  | - 배재대학교 | - 목원대학교 | - 고려대학교 (행정대학원) |

- 사립전문대학

|  | - 대전과학기술대학교 |

- 고등학교

|  | - 대전둔원고등학교 - 대전구봉고등학교 - 대전복수고등학교 - 충남고등학교 | - 한밭고등학교 - 대전대신고등학교 - 대전제일고등학교 - 동방고등학교 | - 서대전고등학교 - 서대전여자고등학교 - 서일여자고등학교 - 대전관저고등학교 | - 대전둔산여자고등학교 - 대전만년고등학교 - 대전외국어고등학교 - 대전괴정고등학교 |

- 평생교육

|  | - 대전예지중고등학교 |

- 특수학교

|  | - 대전가원학교 |

## 교통

### 도로
고속도로는 호남고속도로지선(251번)과 대전남부순환고속도로(300번)가 서구를 지나며, 두 고속도로는 서대전 분기점에서 연결된다. 대전남부순환고속도로 서대전 나들목이 서구에 위치해 있다. 그리고 국도 제32호선이 북쪽에서 동서로, 국도 제4호선이 남쪽에서 동서로 연결된다. 그리고 국가지원지방도 제57호선이 남북으로 통과한다.

### 철도
호남선이 서구를 지난다. 서대전역은 서구가 아닌 중구에 위치해 있다. 서구에서는 여객열차가 무정차 통과하기 때문에 호남선을 이용할 수 없다. 흑석리역은 2008년 12월 1일부터, 가수원역은 2011년 8월 1일 이후 모든 열차가 무정차 통과한다.

### 지하철
● 대전 도시철도 1호선이 서구를 지나며, 용문역, 탄방역, 시청역, 정부청사역, 갈마역, 월평역, 갑천역이 서구에 위치해 있다.

## 문화·관광

### 산/자연
서구의 서남쪽에는 구봉산, 장태산, 안평산 등이 자리 잡고 있다. 경치가 좋아 산행을 하기에 좋다. 장태산에는 장태산자연휴양림이 조성되어 있어, 산림욕도 가능하고 휴양림 내부에 마련된 숙소에서 숙박도 가능하다.
만년동에는 한밭수목원이 조성되어 도심 속 자연을 경험할 수 있다.

### 공연/예술
1990년대에 둔산동을 중심으로 서구의 인구가 폭발적으로 증가하면서 이에 걸맞은 공연 및 예술 관람 시설이 필요하게 되었다. 이런 요구를 충족시키기 위해 1998년 대전시립미술관이, 2003년 대전문화예술의전당이 개관하였다. 이응노미술관은 사립미술관으로서 2007년에 개관하였다. 모두 만년동에 위치하고 있다.

### 도서관
1994년 갈마동에 갈마도서관이 개관한 이래 2000년에 가수원도서관, 2007년에 둔산도서관이 2008년에 정림동에 어린이 도서관이 갈마도서관 분관으로 있다.
- 가수원도서관
- 갈마도서관
- 둔산도서관
- 대전광역시서구어린이도서관
- 월평도서관

## 자매 도시
| 지역 & 국가    | 도시           | 도시               |
| -------------- | -------------- | ------------------ |
| 대한민국       | 강원특별자치도 | 강릉시             |
| 대한민국       | 경상남도       | 함양군             |
| 대한민국       | 전라남도       | 담양군             |
| 대한민국       | 전북특별자치도 | 무주군             |
| 중화인민공화국 | 저장성(浙江省) | 타이저우시(台州市) |
| 중화인민공화국 | 저장성(浙江省) | 원링시(温岭市)     |
| 미국           | 뉴욕주         | 뉴욕주             |

## 같이 보기
- 대전광역시의 행정 구역